# 九龍巴士N43線
九龍巴士N43線是香港的一條巴士路線，只於農曆年初一凌晨由荃灣站單向開往長宏。

## 歷史
- 1994年2月：投入服務，原稱43S，由荃灣站往來青衣美景花園，以循環線運作
- 1995年1月31日：改為荃灣單向往青衣美景花園
- 1997年2月6日：改稱N43
- 2006年1月29日：路線延長至長宏
- 2008年2月6日：改為全空調服務
- 2021年至2024年：受新型冠狀病毒肺炎疫情影響，連續四年農曆年初一凌晨沒有提供服務。
- 2025年：恢復服務並削減班次

## 服務時間 (詳細班次)
| 荃灣站開                       | 荃灣站開     |
| 日期                           | 服務時間     |
| ------------------------------ | ------------ |
| 農曆年初一 (即年廿九/年三十晚) | 01:15、01:35 |

## 收費
- 全程：$12.5

| - 本線設有12歲以下小童及65歲或以上長者半價優惠。 - 65歲或以上香港居民使用「樂悠咭」，以及12歲以下合資格殘疾兒童使用「殘疾人士身份」個人八達通繳付車資，均可享有每程$2.0或半價（以較低者為準）的票價優惠；12至64歲合資格殘疾人士使用「殘疾人士身份」個人八達通（包括「樂悠咭」），以及60至64歲香港居民使用「樂悠咭」繳付車資，均可享有每程$2.0或全費（以較低者為準）的票價優惠。 - 65歲或以上長者如使用長者或一般個人八達通繳付車資，則只可享有半價優惠；12至64歲合資格殘疾人士如不使用「殘疾人士身份」個人八達通，以及60至64歲人士如不使用「樂悠咭」繳付車資，必須繳付全費。 - 乘客可以現金或八達通於上車時付款，不設找續。 - 每位成人乘客可免費攜帶最多兩名4歲以下而不佔座位的兒童乘客乘車，超額之4歲以下小童必須繳付小童車費乘車。 - 持有「九巴月票」之乘客在車票有效期內，每日可享最多10程任何九龍巴士及龍運巴士路線（包括本路線，以及聯營路線的九龍巴士／龍運巴士提供的班次；惟乘搭機場「A」及「NA」線則可享原價二七折優惠（不會計算每天10次合資格車程））；而B1線則每日可享最多各2程（不會計算每天10次合資格車程）。 - 九龍巴士、城巴、龍運巴士及陽光巴士全職員工及家屬（不包括外判職員）可免費乘搭本路線，惟必須拍職員或職員家屬八達通。 - 乘客亦可透過多元化電子支付系統（e度嘟）繳付車資，包括使用非接觸式VISA卡、JCB卡、萬事達卡、銀聯卡、美國運通、大來國際、Discover Card、Apple Pay、Google Pay、Samsung Pay、AlipayHK「易乘碼」、支付寶、WeChatHK／微信支付「搭車碼」、銀聯雲閃付「乘車碼」及BOC Pay「乘車碼」。乘客使用此付款方式，使用此支付方式的乘客可享有中途下車之分段收費，以及與其他九巴／龍運獨營路線或聯營線九巴／龍運班次之轉乘優惠，惟不適用於與非九巴／龍運路線之轉乘優惠，亦不能享有「公共交通費用補貼計劃」及「長者及合資格殘疾人士公共交通票價優惠計劃」。 |

## 行車路線
經：西樓角路，大河道，沙咀道，德士古道，荃青交匯處，青荃路，擔杆山交匯處，青敬路，長安巴士總站，擔杆山路，擔杆山交匯處，楓樹窩路，楓樹窩路迴旋處，青衣鄉事會路，青衣路，青康路，青衣西路及寮肚路。

### 沿線車站
| 車站   | 車站名稱         | 位置                 |
| 1      | 荃灣站巴士總站   | 荃灣站公共運輸交匯處 |
| 2      | 大河道           | 大河道               |
| 3      | 戴麟趾夫人診療所 | 沙咀道               |
| 4      | 鹹田街           | 沙咀道               |
| 5      | 名逸居           | 沙咀道               |
| 青荃橋 |                  |                      |
| 6      | 長安             | 長安巴士總站         |
| 7      | 楓樹窩體育館     | 楓樹窩路             |
| 8      | 青衣邨宜業樓     | 楓樹窩路             |
| 9      | 綠悠雅苑         | 楓樹窩路             |
| 10     | 翠怡花園         | 青衣鄉事會路         |
| 11     | 青衣工業中心     | 青衣鄉事會路         |
| 12     | 長青邨青桃樓     | 青衣路               |
| 13     | 美景花園         | 青康路               |
| 14     | 長青巴士總站     | 青康路               |
| 15     | 青盛苑           | 青康路               |
| 16     | 青華苑           | 青康路               |
| 17     | 曉峰園           | 寮肚路               |
| 18     | 長亨邨停車場     | 寮肚路               |
| 19     | 長宏巴士總站     | 長宏巴士總站         |